# Eleutherodactylus
Eleutherodactylus es un género diverso de anfibios anuros de la familia Eleutherodactylidae. Los miembros de este género se encuentran en el sur del estado de Texas en los Estados Unidos, México, Belice, Guatemala y las Indias Occidentales.
El género Eleutherodactylus solía tener más de ochocientas especies, pero se consideraba como un grupo artificial por la pobre información disponible. El género fue separado usando datos de ADN mitocondrial y ahora muchos de ellos están en las familias Craugastoridae o Brachycephalidae.
Una de las especies más conocida es el coquí común (Eleutherodactylus coqui), el cual es el símbolo nacional de Puerto Rico, y notable invasor en Hawái. Dos especies de este género, E. limbatus y E. iberia, están entre los tetrápodos más pequeños del mundo, midiendo apenas 8,5 mm de longitud, algo más que Paedophryne amauensis que ostenta el récord.

## Reproducción y desarrollo

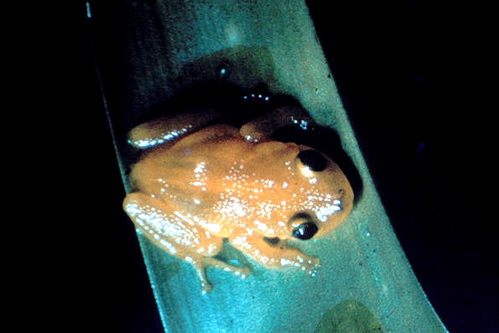
Golden Coqui (Eleutherodactylus jasperi)

Todas las especies del género Eleutherodactylus se caracterizan por tener desarrollo directo, en el que de los huevos eclosionan directamente ranas pequeñas, saltando completamente la etapa de renacuajo. Esta adaptación puede ser, en gran parte, responsable de su éxito ecológico y evolutivo. La mayoría de las especies de Eleutherodactylus se caracterizan por conductas de cuidado parental. En algunos casos, incluso ranitas jóvenes son atendidas por sus padres. Una especie casi extinta de Puerto Rico, el coquí dorado (Eleutherodactylus jasperi), es ovovivípara, o sea que retiene los huevos en su interior y las ranas nacen de la madre.

## Coquí
Se llaman coquíes a las ranas del género Eleutherodactylus endémicas de Puerto Rico. Reciben el nombre onomatopéyico común de coquí debido a la llamada de dos notas que hacen los machos de dos especies, E. coqui y E. portoricensis, que suena como "co" - "quí". La hembra del coquí común (E. coqui) pone entre veinticinco y cuarenta huevos cada vez, por lo general en hojas de bromelias o palmas, y sus crías nacen ya como adultos en miniatura. Esta forma de reproducción le permite vivir en los bosques y en otros hábitats sin depender de cuerpos de agua temporales o permanentes.
Algunas de las especies de coquíes parecen estar en peligro de extinción o no se las ha visto en mucho tiempo y se cree que se han extinguido. El coquí palmeado, el dorado y el de Eneida se cree que están extintos, y aunque las razones pueden variar se coincide en que la principal es la pérdida de hábitat y la contaminación de este.
Dentro del género Eleutherodactylus en Puerto Rico se encuentran las siguientes especies: 
- Eleutherodactylus antillensis - Coquí churí
- Eleutherodactylus brittoni - Coquí de las hierbas
- Eleutherodactylus cochranae - Coquí pitito
- Eleutherodactylus cooki - Coquí guajón
- Eleutherodactylus coqui - Coquí común
- Eleutherodactylus eneidae - Coquí de Eneida
- Eleutherodactylus gryllus - Coquí grillo
- Eleutherodactylus hedricki - Coquí de Hedrick
- Eleutherodactylus jasperi - Coquí dorado
- Eleutherodactylus juanariveroi - Coquí llanero
- Eleutherodactylus karlschmidti - Coquí palmeado
- Eleutherodactylus locustus - Coquí martillito
- Eleutherodactylus monensis - Coquí de Mona
- Eleutherodactylus portoricensis - Coquí de la montaña
- Eleutherodactylus richmondi - Coquí caoba
- Eleutherodactylus unicolor - Coquí duende
- Eleutherodactylus wightmanae - Coquí melodioso

## Especies
Se reconocen las 195 siguientes según ASW:

### Indias Occidentales (subgéneroEleutherodactylus)
- E. (E.) abbotti Cochran, 1923
- E. (E.) amplinympha Kaiser, Green & Schmid, 1994
- E. (E.) antillensis Reinhardt & Lütken, 1863
- E. (E.) audanti Cochran, 1934
- E. (E.) auriculatoides Noble, 1923
- E. (E.) auriculatus Cope, 1862
- E. (E.) barlagnei Lynch, 1965
- E. (E.) bartonsmithi Schwartz, 1960
- E. (E.) brittoni Schmidt, 1920
- E. (E.) cochranae Grant, 1932
- E. (E.) cooki Grant, 1932
- E. (E.) coqui Thomas, 1966
- E. (E.) eileenae Dunn, 1926
- E. (E.) eneidae Rivero, 1959
- E. (E.) flavescens Noble, 1923
- E. (E.) fowleri Schwartz, 1973
- E. (E.) glamyrus Estrada & Hedges, 1997
- E. (E.) gryllus Schmidt, 1920
- E. (E.) guantanamera Hedges, Estrada & Thomas, 1992
- E. (E.) haitianus Barbour, 1942
- E. (E.) hedricki Rivero, 1963
- E. (E.) ionthus Schwartz, 1960
- E. (E.) jasperi Drewry & Jones, 1976
- E. (E.) johnstonei Barbour, 1914
- E. (E.) juanariveroi Ríos-López & Thomas, 2007
- E. (E.) karlschmidti Grant, 1931
- E. (E.) lamprotes Schwartz, 1973
- E. (E.) leberi Schwartz, 1965
- E. (E.) locustus Schmidt, 1920
- E. (E.) mariposa Hedges, Estrada & Thomas, 1992
- E. (E.) martinicensis Tschudi, 1838
- E. (E.) melacara Hedges, Estrada & Thomas, 1992
- E. (E.) minutus Noble, 1923
- E. (E.) montanus Schmidt, 1919
- E. (E.) parabates Schwartz, 1964
- E. (E.) patriciae Schwartz, 1965
- E. (E.) pinchoni Schwartz, 1967
- E. (E.) pituinus Schwartz, 1965
- E. (E.) poolei Cochran, 1938
- E. (E.) portoricensis Schmidt, 1927
- E. (E.) principalis Estrada & Hedges, 1997
- E. (E.) richmondi Stejneger, 1904
- E. (E.) ronaldi Schwartz, 1960
- E. (E.) schwartzi Thomas, 1966
- E. (E.) staurometopon Schwartz, 1960
- E. (E.) unicolor Stejneger, 1904
- E. (E.) varians Gundlach & Peters, 1864
- E. (E.) wetmorei Cochran, 1932
- E. (E.) wightmanae Schmidt, 1920

### Indias Occidentales (subgéneroEuhyas)
- E. (Eu.) acmonis Schwartz, 1960
- E. (Eu.) adelus Diaz, Cádiz & Hedges, 2003
- E. (Eu.) albipes Barbour & Shreve, 1937
- E. (Eu.) alcoae Schwartz, 1971
- E. (Eu.) alticola Lynn, 1937
- E. (Eu.) amadeus Hedges, Thomas & Franz, 1987
- E. (Eu.) andrewsi Lynn, 1937
- E. (Eu.) apostates Schwartz, 1973
- E. (Eu.) armstrongi Noble & Hassler, 1933
- E. (Eu.) atknisi Dunn, 1925
- E. (Eu.) bakeri Cochran, 1935
- E. (Eu.) beguei Díaz & Hedges, 2015[5]
- E. (Eu.) blairhedgesi Estrada, Díaz & Rodríguez, 1998
- E. (Eu.) bresslerae Schwartz, 1960
- E. (Eu.) brevirostris Shreve, 1936
- E. (Eu.) caribe Hedges & Thomas, 1992
- E. (Eu.) casparii Dunn, 1926
- E. (Eu.) cavernicola Lynn, 1954
- E. (Eu.) corona Hedges & Thomas, 1992
- E. (Eu.) cubanus Barbour, 1942
- E. (Eu.) cundalli Dunn, 1926
- E. (Eu.) cuneatus Cope, 1862
- E. (Eu.) darlingtoni Cochran, 1935
- E. (Eu.) dimidiatus Cope, 1862
- E. (Eu.) dolomedes Hedges & Thomas, 1992
- E. (Eu.) emiliae Dunn, 1926
- E. (Eu.) etheridgei Schwartz, 1958
- E. (Eu.) eunaster Schwartz, 1973
- E. (Eu.) feichtingeri Díaz, Hedges & Schmid, 2012
- E. (Eu.) furcyensis Shreve & Williams, 1963
- E. (Eu.) fuscus Lynn & Dent, 1943
- E. (Eu.) glandulifer Cochran, 1935
- E. (Eu.) glanduliferoides Shreve, 1936
- E. (Eu.) glaphycompus Schwartz, 1973
- E. (Eu.) glaucoreius Schwartz & Fowler, 1973
- E. (Eu.) goini Schwartz, 1960
- E. (Eu.) gossei Dunn, 1926
- E. (Eu.) grabhami Dunn, 1926
- E. (Eu.) grahami Schwartz, 1979
- E. (Eu.) greyi Dunn, 1926
- E. (Eu.) griphus Crombie, 1986
- E. (Eu.) guanahacabibes Estrada & Rodríguez, 1985
- E. (Eu.) gundlachi Schmidt, 1920
- E. (Eu.) heminota Shreve & Williams, 1963
- E. (Eu.) iberia Estrada & Hedges, 1996
- E. (Eu.) intermedius Barbour & Shreve, 1937
- E. (Eu.) jamaicensis Barbour, 1910
- E. (Eu.) jaumei Estrada & Alonso, 1997
- E. (Eu.) jugans Cochran, 1937
- E. (Eu.) junori Dunn, 1926
- E. (Eu.) klinikowskii Schwartz, 1959
- E. (Eu.) lentus Cope, 1862
- E. (Eu.) leoncei Shreve & Williams, 1963
- E. (Eu.) ligiae Incháustegui, Díaz & Marte, 2015[6]
- E. (Eu.) limbatus Cope, 1862
- E. (Eu.) lucioi Schwartz, 1980
- E. (Eu.) luteolus Gosse, 1851
- E. (Eu.) maestrensis Díaz, Cádiz & Navarro, 2005
- E. (Eu.) michaelschmidi Díaz, Cádiz & Navarro, 2007
- E. (Eu.) monensis Meerwarth, 1901
- E. (Eu.) neiba[6] Incháustegui, Díaz & Marte, 2015
- E. (Eu.) nubicola Dunn, 1926
- E. (Eu.) orcutti Dunn, 1928
- E. (Eu.) orientalis Barbour & Shreve, 1937
- E. (Eu.) oxyrhyncus Duméril & Bibron, 1841
- E. (Eu.) pantoni Dunn, 1926
- E. (Eu.) paulsoni Schwartz, 1964
- E. (Eu.) pentasyringos Schwartz & Fowler, 1973
- E. (Eu.) pezopetrus Schwartz, 1960
- E. (Eu.) pictissimus Cochran, 1935
- E. (Eu.) pinarensis Dunn, 1926
- E. (Eu.) planirostris Cope, 1862
- E. (Eu.) probolaeus Schwartz, 1965
- E. (Eu.) rhodesi Schwartz, 1980
- E. (Eu.) ricordii Duméril & Bibron, 1841
- E. (Eu.) riparius Estrada & Hedges, 1998
- E. (Eu.) rivularis Diaz, Estrada & Hedges, 2001
- E. (Eu.) rogersi Goin, 1955
- E. (Eu.) rufifemroralis Noble & Hassler, 1933
- E. (Eu.) schmidti Noble, 1923
- E. (Eu.) sciagraphus Schwartz, 1973
- E. (Eu.) semipalmatus Shreve, 1936
- E. (Eu.) simulans Diaz & Fong, 2001
- E. (Eu.) sisyphodemus Crombie, 1977
- E. (Eu.) tetajulia Estrada & Hedges, 1996
- E. (Eu.) thomasi Schwartz, 1959
- E. (Eu.) thorectes Hedges, 1988
- E. (Eu.) toa Estrada & Hedges, 1991
- E. (Eu.) tonyi Estrada & Hedges, 1997
- E. (Eu.) turquinensis Barbour & Shreve, 1937
- E. (Eu.) varleyi Dunn, 1925
- E. (Eu.) ventrilineatus Shreve, 1936
- E. (Eu.) warreni Schwartz, 1976
- E. (Eu.) winlandi Barbour, 1914
- E. (Eu.) zugi Schwartz, 1958

### La Española (subgéneroPelorius)
- E. (P.) chlorophenax Schwartz, 1976
- E. (P.) hypostenor Schwartz, 1965
- E. (P.) inoptatus Barbour, 1914
- E. (P.) nortoni Schwartz, 1976
- E. (P.) parapelates Hedges & Thomas, 1987
- E. (P.) ruthae Noble, 1923

### América del Norte/América Central y Cuba (subgéneroSyrrhopus)
- E. (S.) albolabris Lynch & Lescure, 1980
- E. (S.) angustidigitorum Taylor, 1940
- E. (S.) cystignathoides Cope, 1877
- E. (S.) coelum

Hernández-Austria, García-Castillo & Parra-Olea, 2024
- E. (S.) dennisi Lynch, 1970
- E. (S.) dilatus Davis & Dixon, 1955
- E. (S.) franzi Grünwald, Montaño-Ruvalcaba, Jones, Ahumada-Carrillo, Grünwald, Zheng, Strickland & Reyes-Velasco, 2023

- E. (S.) grandis Dixon, 1957
- E. (S.) grunwaldi Reyes-Velasco, Ahumada-Carrillo, Burkhardt & Devitt, 2015
- E. (S.) guttilatus Cope, 1879
- E. (S.) humboldti Devitt, Tseng, Taylor-Adair, Koganti, Timugura & Cannatella, 2023[9]
- E. (S.) interorbitalis Langebartel & Shannon, 1956
- E. (S.) jamesdixoni Devitt, Tseng, Taylor-Adair, Koganti, Timugura & Cannatella, 2023 [9]
- E. (S.) leprus Cope, 1879
- E. (S.) longipes Baird, 1859
- E. (S.) marnockii Cope, 1878
- E. (S.) maurus Hedges, 1989
- E. (S.) modestus Taylor, 1942
- E. (S.) nitidus Peters, 1870
- E. (S.) nivicolimae Dixon & Webb, 1966
- E. (S.) pallidus Duellman, 1958
- E. (S.) pipilans Taylor, 1940
- E. (S.) rubrimaculatus Taylor & Smith, 1945
- E. (S.) rufescens Duellman & Dixon, 1959
- E. (S.) saxatilis Webb, 1962
- E. (S.) symingtoni Schwartz, 1957
- E. (S.) syristes Hoyt, 1965
- E. (S.) teretistes Duellman, 1958
- E. (S.) verrucipes Cope, 1885
- E. (S.) verruculatus Peters, 1870
- E. (S.) wixarika Reyes-Velasco, Ahumada-Carrillo, Burkhardt & Devitt, 2015
- E. (S.) zeus Schwartz, 1958

### Incertae sedis
- Cystignathus humilis Jiménez de la Espada, 1875
- Rana maculata Daudin, 1801